# 李存矩
李存矩（？—917年3月11日），五代十国晋王李克用的儿子，后唐庄宗李存勖的弟弟。
913年，晋王李存勖任命李存矩为新州刺史、总管山后八军。卢文进作为副将。时任威塞军防御使的李存矩骄横懒惰，他的奴仆常干预政事。他强迫百姓出马，征得五百匹，带领送往晋王与后梁作战之处，派寿州刺史卢文进为裨将。917年二月十五，在祁沟关，小校宫彦璋和士卒们谋划哗变。第二天早晨，李存矩没有起床，就被士卒杀死。卢文进捶胸哭道：“奴辈害了郎君，让我以什么脸面去见晋王呢？”被大家拥簇回到新州，新州守将杨全章拒之门外。再攻打武州，被李嗣肱、周德威打败，卢文进率众投奔契丹。